# Преспа (Добрицька область)
Пре́спа (болг. Преспа) — село в Добрицькій області Болгарії. Входить до складу общини Балчик.

## Населення
За даними перепису населення 2011 року у селі проживала 231 особа.
Національний склад населення села:
| Національність   | Кількість осіб | Відсоток |
| ---------------- | -------------- | -------- |
| цигани           | 110            | 47,6%    |
| болгари          | 91             | 39,4%    |
| турки            | 27             | 11,7%    |
| інша             | 3              | 1,3%     |
| не визначились   | 0              | 0%       |
| Всього відповіли | 231            |          |

Розподіл населення за віком у 2011 році:
Динаміка населення: